# Kapsaicin
Kapsaicin (kapsicin, capsaicin) je rostlinný alkaloid, který je zodpovědný za pálivou chuť papriky, jde o hlavní alkaloid paprik Capsicum. Pro savce včetně člověka je dráždivý a vyvolává pocit pálení v každé tkáni, se kterou přijde do styku. Kapsaicin a několik příbuzných sloučenin se společně nazývají kapsaicinoidy a jsou produkovány jako sekundární metabolity chilli papričkami, pravděpodobně pro odpuzování některých býložravců a hub. Kapsaicin je rozpustný v alkoholu a tucích.

## Historie
Látku poprvé izoloval z pálivých paprik v roce 1816 P. A. Buchtholz a o 30 let později ji připravil v krystalické formě L. T. Tresh, který jí dal jméno kapsaicin.
V roce 1878 izoloval kapsaicin také maďarský lékař Endre Hőgyes a prokázal, že je tato látka odpovědná za pálivý pocit při styku se sliznicemi a že zvyšuje sekreci žaludečních šťáv.
Synteticky připravili kapsaicin roku 1930 E. Spath a F. S. Darling. Později byly z papriky izolovány ještě další látky podobného typu, které se dnes označují společným názvem kapsaicinoidy.

## Působení na organismus
Při styku se sliznicemi vyvolávají kapsaicinoidy pocit pálení spojený s bolestí. Pálí nejen v ústech, ale i na sliznici nosu či oka, což se využívá v pepřových sprejích sloužících k osobní obraně. Intenzivní dráždění sliznic kapsaicinoidy, provázené pálením a prudkou bolestí, je zprostředkováno přes nociceptory. Molekulární podstata účinku kapsaicinoidů a jim podobných substancí spočívá v jejich vazbě na specifické kapsaicinové nebo též vanilloidové receptory, které jsou podstatou nociceptorů vnímajících pálivou chuť. Vanilloidové receptory fungují jako iontové kanály pro masivní vstup iontů vápníku do neuronu a jsou otevírány látkami typu kapsaicinu nebo též tepelným podnětem. Jsou to specifické receptory pro vnímání bolestivých podnětů. Citlivost vanilloidových receptorů na kapsaicin je obrovská, takže naše nociceptory jsou schopny rozpoznat kapsaicin a jemu podobné látky již ve zcela nepatrných koncentracích. V dobách, kdy nebylo možné koncentrace kapsaicinu přesně měřit, byl pro hodnocení pálivosti zaveden Scovillův test pálivosti.
Po iniciální fázi účinku nastupuje analgetická fáze, kdy kapsaicin tlumí bolest. Čeští vědci objevili, že látka nejlépe tlumí především chronickou bolest.

## Pozitivní účinky
Účinky způsobené přítomností kapsaicinoidů přispívají k podpoře krevní cirkulace, zvýšení rychlosti metabolismu u mužů, stimulaci žaludeční sekrece a tím k podpoře zažívání.[zdroj?] Podávání může být využito jako pomocník při regulaci tělesné váhy vzhledem k mírnému termogennímu působení a ovlivní pocitu sytosti, nemá však samo o sobě vliv na snížení hmotnosti. Větší dávky (u dětí i malé) vyvolávají nevolnosti a průjem.
Léčebný efekt kapsaicinu se může projevit při dávkách 400 miligramů třikrát týdně.[zdroj?] To je množství odpovídající asi třem až osmi paprikám habanera. Tento druh papriky pochází z poloostrova Yucatán a patří k nejpálivějším na světě.

### Pomoc při léčení nemocí
- trombózy
- křečové žíly
- omrzliny
- podlitiny, hematomy
- hadí uštknutí
- Raynaudova nemoc
- otrava potravinami – ostré chilli papričky ničí bakterie (Vibrio vulnificus – původce otravy ústřicemi či špatným suši, Escherichia coli, Shigella, Salmonella)
- srdeční arytmie – kapsaicin funguje jako přírodní blokátor vápníku
- diabetes mellitus – kapsaicin snižuje hladinu krevního cukru
- ateroskleróza
- usazování hlenů v plicích
- alkoholismus
- podchlazení
- řezné rány – kajenský pepř pomáhá zastavit krvácení